# Николаос Несиос
Николаос Несиос или Несиас (на гръцки: Νικόλαος Νέσιος, Νέσιας) е гъркомански революционер от влашки произход, деец на гръцката въоръжена пропаганда в Македония от началото на XX век.

## Биография
Роден е във влашкото гуменджанско село Ливада, тогава в Османската империя. През 1904 година застава начело на гръцката организация в селото. В 1904 година си сътрудничи с Георгиос Какулидис и капитан Авгерис (баща на Маркос Авгерис), но през октомври 1905 година е арестуван заедно с тях от турските власти. Оправдан е с помощта на гръцкия свещеник в Гевгели папа Леонтиос. Подновява революционната си дейност и подпомага четите на Стерьо Наум, Анастасиос Белис и Николаос Давелис, но през 1906 година е повторно арестуван от турски аскер след битка край Ошин. До Младотурската революция от юли 1908 година лежи в Еди куле, след което е амнистиран.